# Rhynchothorax unicornis
Rhynchothorax unicornis is een zeespin uit de familie Rhynchothoracidae. De soort behoort tot het geslacht Rhynchothorax. Rhynchothorax unicornis werd in 1966 voor het eerst wetenschappelijk beschreven door Fage & Stock. 